# Sext Empíric
Sext Empíric va ser un metge i filòsof en el segle ii. Va escriure diverses obres en grec antic.

## Vida
El poc que se sap de la seva vida és per Diògenes Laerci. Segons ell, Sext Empiríc va editar els seus textos entre 180 i 200 dC; de les seves pròpies paraules, es dedueix que havia estat a Alexandria i a Atenes.

## Obres
Sext Empíric és l'últim membre d'una escola escèptica, iniciada per Pirró d'Elis, que ens n'ha deixat escrits. En total, ens queden tres textos seus: 
- Πυρρωνείαι ὑποτυπώσεις (pyrrhoneíai hypotypôseis); Esbós de l'escepticisme pirronià, tres llibres. És una descripció de les bases de la teoria escèptica, segons Pirró d'Elis.
- πρὸς μαθηματικούς (pros mathematikús; adversus mathematicos (Contra els matemàtics o Contra els científics), sis llibres.
- πρὸς δογματικούς (pros dogmatikús); Contra els dogmàtics, cinc llibres.

Sabem que havien existit dues obres més, que s'han perdut: ἰατρικά ὑπομνήματα (iatriká hypomnémata; Observacions mèdiques) i περὶ ψυχῆς ὑπομνήματα (perí psychês hypomnémata; Observacions sobre l'ànima).
Segons Sext Empíric, l'escèptic es diferencia del dogmàtic (que creu d'haver trobat la veritat: Aristòtil, estoïcisme i epicureisme) i del dogmàtic negatiu (que creu que no és possible de trobar la veritat: Acadèmia Nova) per ser el buscador de la veritat. En el procés de buscar-la, s'adona que es pot contrarestar qualsevol opinió amb una opinió d'igual força argumental: dins de l'aigua el rem sembla doblegat, mentre que fora sembla totalment recte - com podem saber com és en realitat? La resposta de l'escèptic és que sembla que no es pot saber i, llavors, s'absté de qualsevol judici (epoché). Com no el neguitarà més aquesta qüestió, l'ànima es mantindrà tranquil·la: es troba en l'estat de l'ataràxia).
Tanmateix, no formula la tesi que qualsevol saber és impossible (a diferència de l'escepticisme modern); ho viu en el procés de contrarestar opinions diferents. Així doncs, es pot descriure el pirronisme com a mètode, però no com a teoria. No obstant això, és difícil saber fins a quin punt Sext Empíric ha de ser considerat un defensor del pirronisme i de Pirró mateix, o bé un escèptic que fa innovacions sobre les teories originals d'aquest.
Sext Empiríc va aplicar aquest mètode a gairebé tots els àmbits del saber del seu temps; així, la seva obra és un compendi negatiu del saber del segle ii i una important font històrica.
Durant l'edat mitjana, la seva obra va ser oblidada fins a la recuperació en el segle xvi. Els seus llibres van tenir una influència profunda sobre Montaigne.